# Lepidophyma smithii
Espèce
Synonymes
- Akleistops guatemalensis Müller, 1878

Statut de conservation UICN

 LC  : Préoccupation mineure
Lepidophyma smithii est une espèce de sauriens de la famille des Xantusiidae.

## Répartition
Cette espèce se rencontre :
- au Salvador ;
- au Guatemala ;
- au Mexique dans les États du Guerrero, du Veracruz, d'Oaxaca et du Chiapas.

## Étymologie
Cette espèce est nommée en l'honneur d'Andrew Smith.

## Publication originale
- Bocourt, 1876 : Note sur quelques reptiles de l'Isthme de Tehuantepec (Mexique) donnés par M. Sumichrast au muséum. Journal de Zoologie, vol. 5, p. 386-411 (texte intégral).